# Grachmusikoff
Grachmusikoff war eine Band aus dem oberschwäbischen Bad Schussenried, deren Texte weitgehend im Schwäbischen Dialekt gehalten sind. Die Gruppe war Ende der 1970er Jahre ein Wegbereiter des Schwobarocks.

## Geschichte
Die Band wurde im Sommer 1978 während einer Demonstration gegen eine Jugendhausschließung in Bad Schussenried gegründet. Gründungsmitglieder waren die Zwillingsbrüder Georg und Alexander Köberlein sowie Hansi Fink. Die Gruppe nannte sich anfangs Igor, Boris und Nikita Grachmusikoff. Erst in späteren Jahren wurde der Bandname auf Grachmusikoff verkürzt.
Alex Köberlein gründete 1979 parallel zu seinem Engagement bei Grachmusikoff die Band Schwoißfuaß, die zunächst das Repertoire von Grachmusikoff übernahm, dieses aber auf rockigere Art interpretierte. Anfang der 1980er Jahre wurde Schwoißfuaß mit eigenen Kompositionen in Baden-Württemberg recht erfolgreich, wodurch das Projekt Grachmusikoff zunächst in den Hintergrund trat. Schwoißfuaß löste sich allerdings 1986 auf, so dass Grachmusikoff wieder in den Fokus rückte.
In den ersten Jahren spielte Grachmusikoff in der Grundbesetzung Gesang, Keyboard, Gitarre vor allem ruhige, teilweise auch volkstümliche Lieder. Mit der Aufnahme des Ex-Schwoißfuaß-Drummers Jürgen Bratke (1983) und des Bassisten Dieter Zimmermann (1984) wandelte sich die Gruppe allerdings immer mehr zu einer Rockband. Dementsprechend übernahm sie in den Folgejahren einige Stücke der stärker rockorientierten Schwesterband Schwoißfuaß. Vor allem die Schwoißfuaß-Hits Oinr Isch Emmr Dr Arsch ("Einer ist immer der Arsch") und Bin Ich Selbr Rastaman? ("Bin ich selber Rastamann?") wurden fester Bestandteil des Grachmusikoff-Repertoires bei Konzerten.
Im Jahr 1986 veröffentlichte Grachmusikoff die LP Dame oder Schwein, die im Unterschied zu früheren Werken vor allem hochdeutsche Texte hatte. Es gelang in Folge auch, ein Publikum außerhalb Baden-Württembergs zu erreichen, allerdings nicht in dem Maße, wie es sich die Band mit einem „Major-Vertrag“ im Rücken erhofft hatte. 1990 erschien die CD Im Musikantenstadl, die sich von allen Platten der Band am besten verkaufte. In den nachfolgenden Jahren veröffentlichte Grachmusikoff etwa alle zwei Jahre eine neue CD und absolvierte circa 60 Live-Auftritte pro Jahr.
Mit einem Abschiedskonzert am 28. Dezember 2017 im Sudhaus in Tübingen beendete die Band ihre Tätigkeit aus Altersgründen.

## Stil und Show
Das Markenzeichen von Grachmusikoff waren von Anfang an die oberschwäbischen Texte der Lieder. Bereits ihr erstes Stück D’ Marie hockt dussa und pläret (wörtlich hochdeutsch Maria sitzt draußen und weint) war eine Übersetzung des Volksliedes Mariechen saß weinend im Garten ins Schwäbische. Nur wenige Stücke, außer auf der CD Dame oder Schwein, sind in Hochdeutsch gehalten.
Im Gegensatz zur weitgehend durchgängigen Verwendung von Dialekttexten war die Musik der Gruppe von zahlreichen Stilen geprägt. Es finden sich sowohl Stücke, die stark durch Volks- und Popmusik beeinflusst sind, als auch solche die eher dem Blues oder der Rockmusik zugerechnet werden können. Auch der Einfluss von Reggae und Ska ist in einigen Liedern zu hören. Typisch für Grachmusikoff war darüber hinaus eine witzige und wilde Bühnenshow, bei der die Übergänge zwischen den einzelnen Liedern aus relativ langen Sprechanteilen bestanden, in denen häufig mit Witzen und Anekdoten schwäbische Eigenarten auf die Schippe genommen wurden.

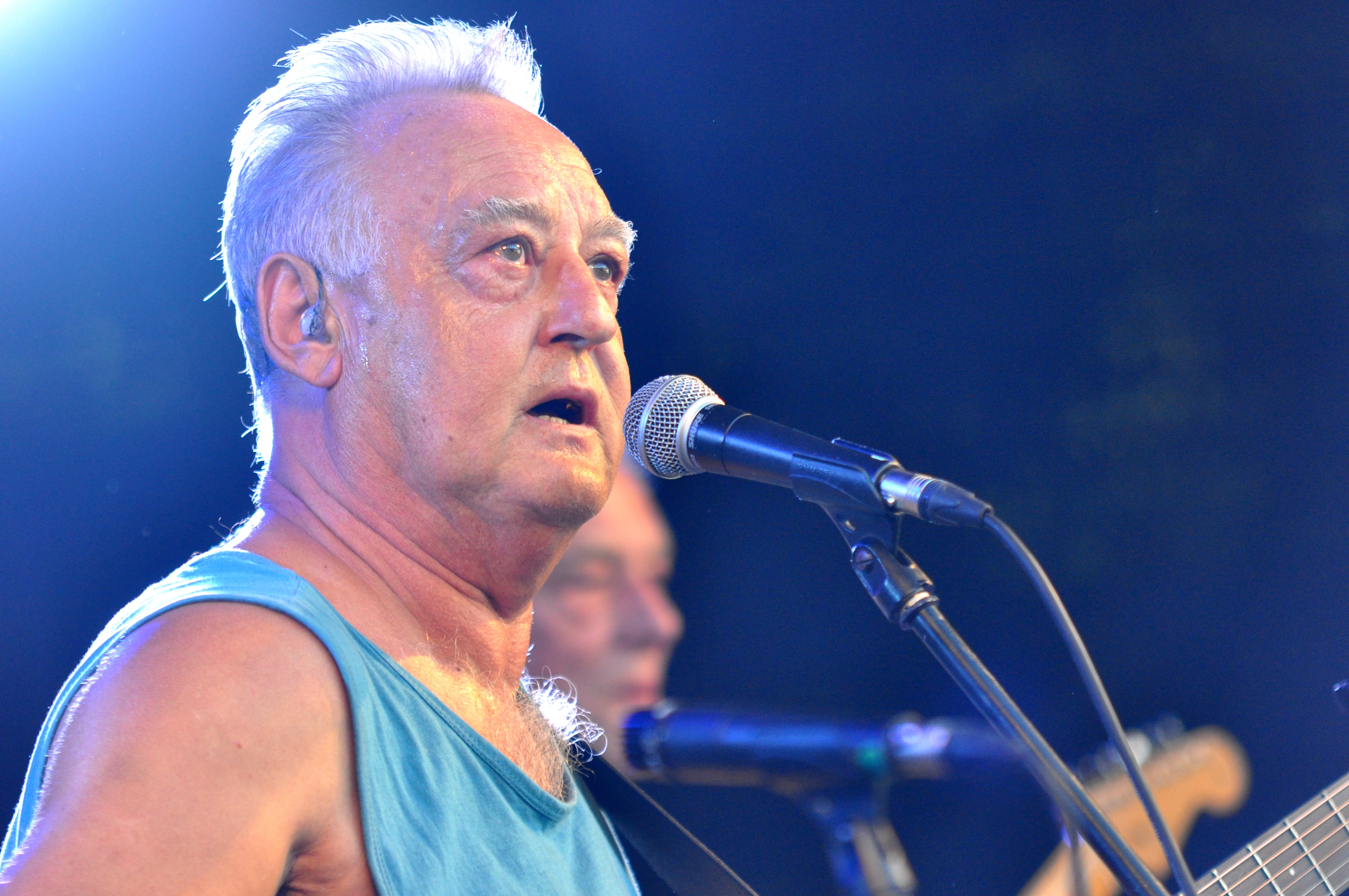
Georg Köberlein
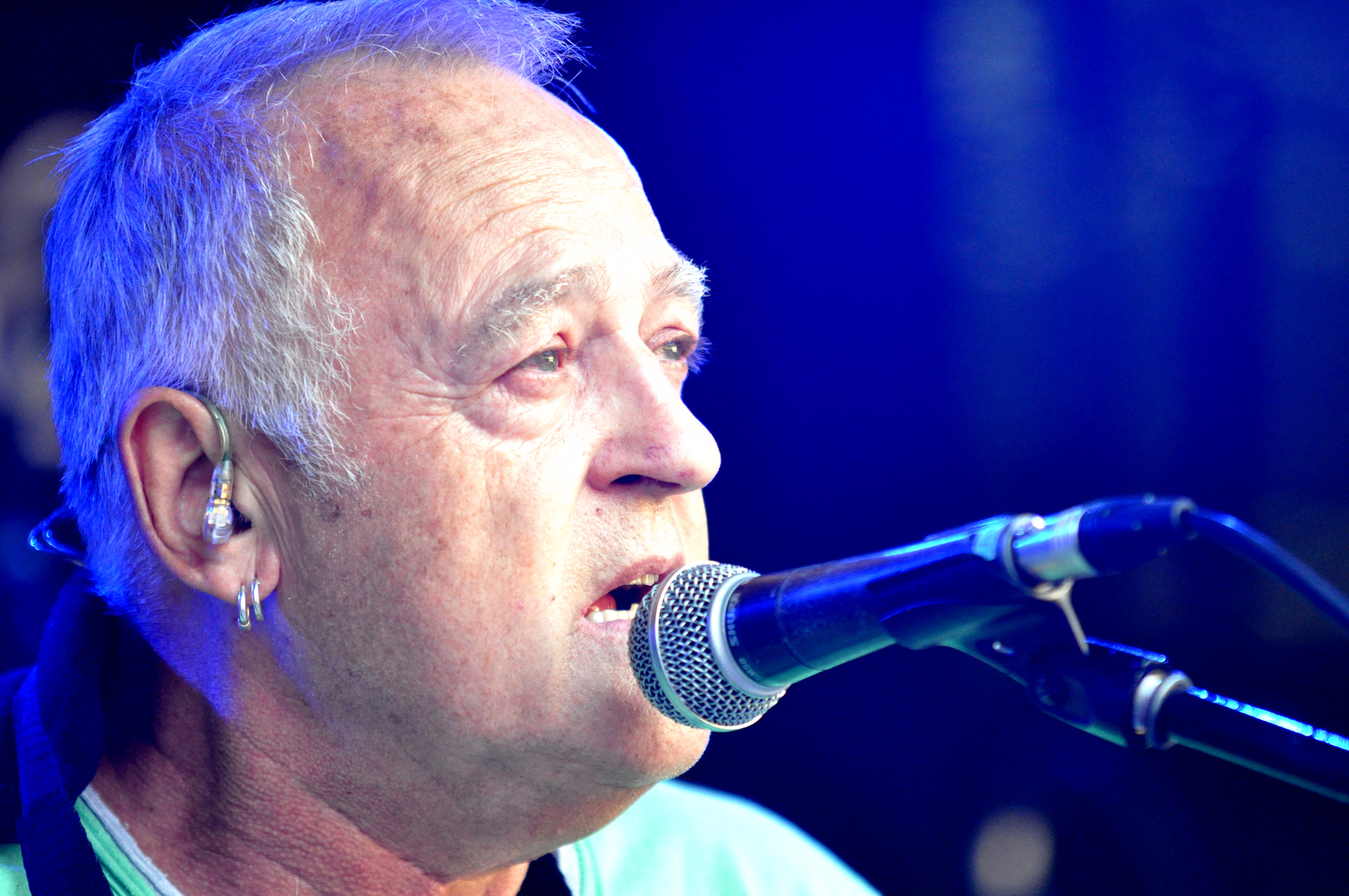
Alexander Köberlein
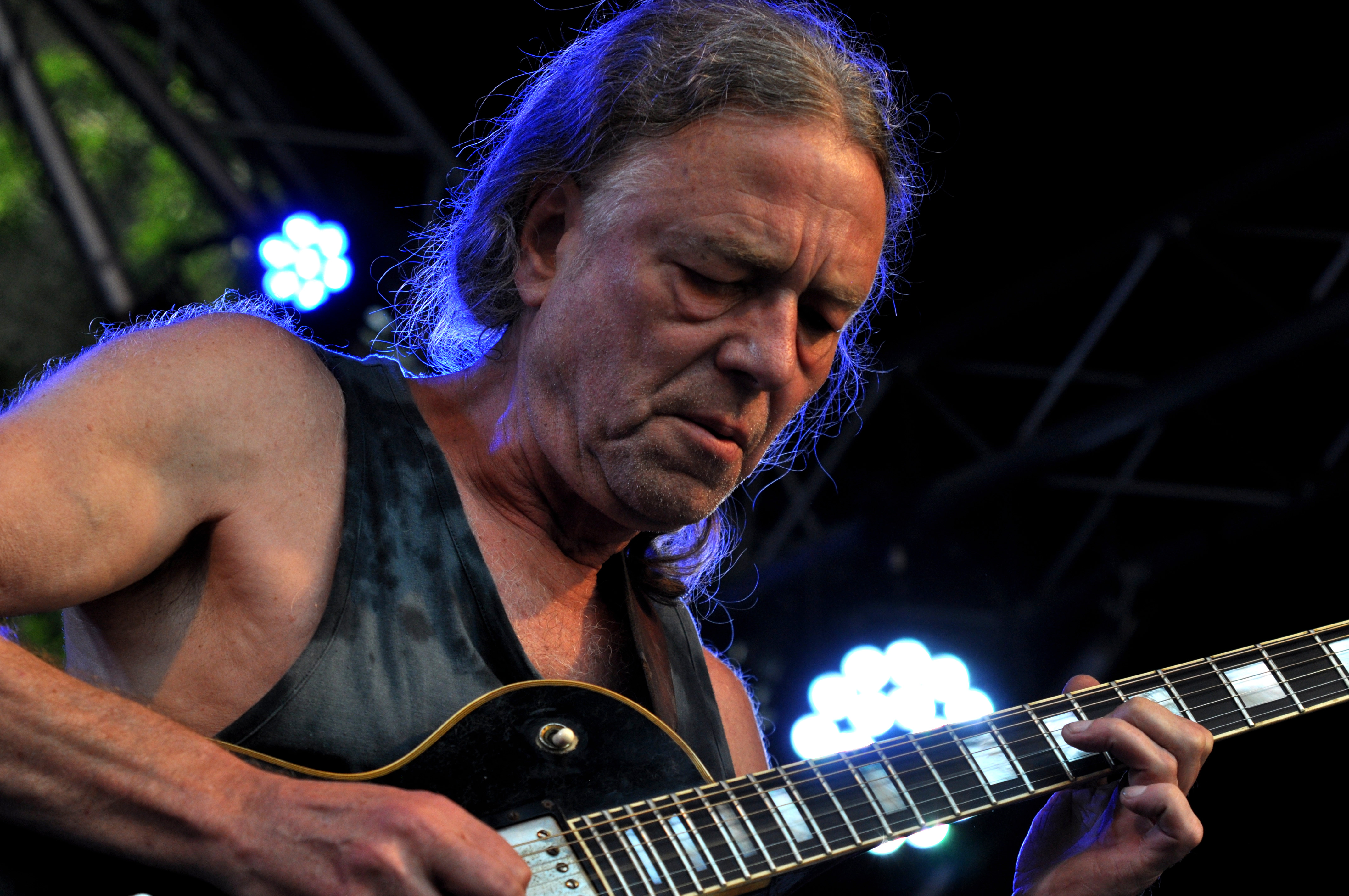
Hansi Fink
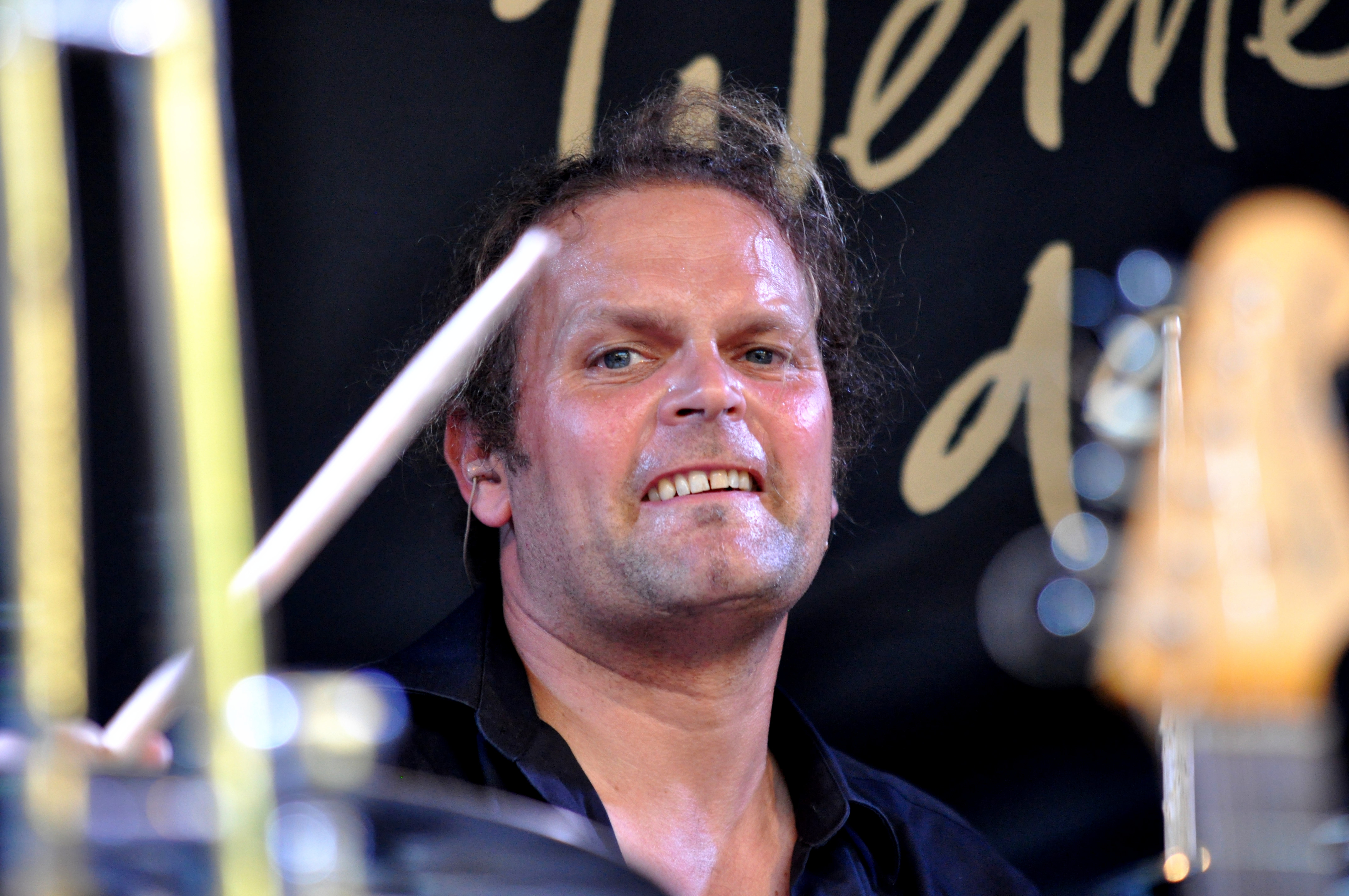
Martin Mohr
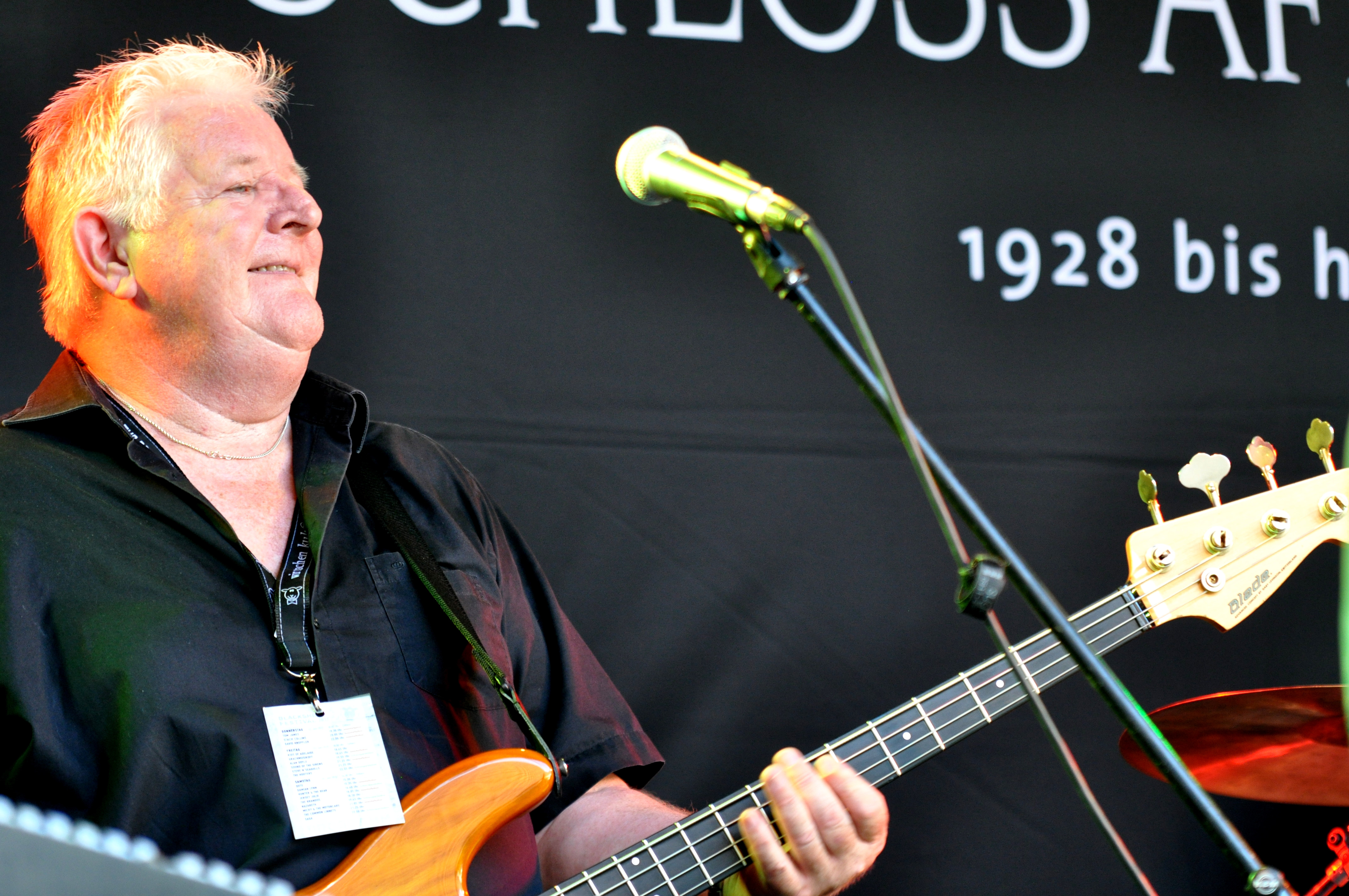
Paul Harriman

## Auszeichnungen
Am 11. April 2013 wurde den Gründungsmitgliedern der Band (Alex Köberlein, Georg Köberlein und Hansi Fink) der Ehrenpreis des Kleinkunstpreises Baden-Württemberg verliehen. Das Grachmusikoff Trio sei – so die Jury in ihrer Begründung – zum „fleischgewordenen Monument schwäbischer Volkskultur geworden. Seit 35 Jahren spiegelten ihre Lieder das Lebensgefühl nicht nur ihrer schwäbischen Zeitgenossen wider. Spielfreude und eine beeindruckende Instrumentenvielfalt könnten nur gepaart mit Professionalität über einen so langen Zeitraum der Kritik standhalten.“

## Diskografie
- Heit gibt's koine Indianer, 1980
- Elegdroschogg?, 1982
- Langsam fett, 1984
- Dame oder Schwein, 1986
- Im Musikantenstadl, 1990
- Im Serail der Nackten Wilden, 1992
- Quasi lebt, 1994
- Danke. Schön., 1996
- Zwanzg Johr Subbr, 1998
- Die Rückkehr der Melancholen, 2000
- Live, 2000
- Goddsallmächdig – Live, 2002
- Morbus Fidibus, 2003
- Keiner schunkelt, 2005
- Hippies & Futurischda, 2008
- Dobblgrachr, 2012
- Im Hause Sonnenschein, 2017